# Dobrics megye
Dobrics megye (bolgárul Област Добрич [oblaszt Dobrics]) közigazgatási egység Bulgária északkeleti részén.

## Földrajz
A megye területének nagy részét a Duna illetve a Fekete-tenger síksága foglalja el. Északról Románia, keletről a Fekete-tenger, délről Várna és Sumen megyék, nyugatról pedig Szilisztra megye határolja.

## Kistérségek
Dobrics megyében a következő nyolc kistérség található:
| Dobrics megye kistérségei | - Balcsik kistérség, székhelye Balcsik - Dobricska kistérség, székhelye nincs - Dobrics város - General-Tosevo (Sztefan Tosev tábornok nevét viseli) kistérség, székhelye General-Tosevo - Kavarna kistérség, székhelye Kavarna - Krusari kistérség, székhelye Krusari - Sabla kistérség, székhelye Sabla - Tervel kistérség, székhelye Tervel |

1. ↑  https://www.nsi.bg/bg/content/2975/%D0%BD%D0%B0%D1%81%D0%B5%D0%BB%D0%B5%D0%BD%D0%B8%D0%B5-%D0%BF%D0%BE-%D0%BE%D0%B1%D0%BB%D0%B0%D1%81%D1%82%D0%B8-%D0%BE%D0%B1%D1%89%D0%B8%D0%BD%D0%B8-%D0%BC%D0%B5%D1%81%D1%82%D0%BE%D0%B6%D0%B8%D0%B2%D0%B5%D0%B5%D0%BD%D0%B5-%D0%B8-%D0%BF%D0%BE%D0%BB